# Zamek w Dolinie Kluczwody

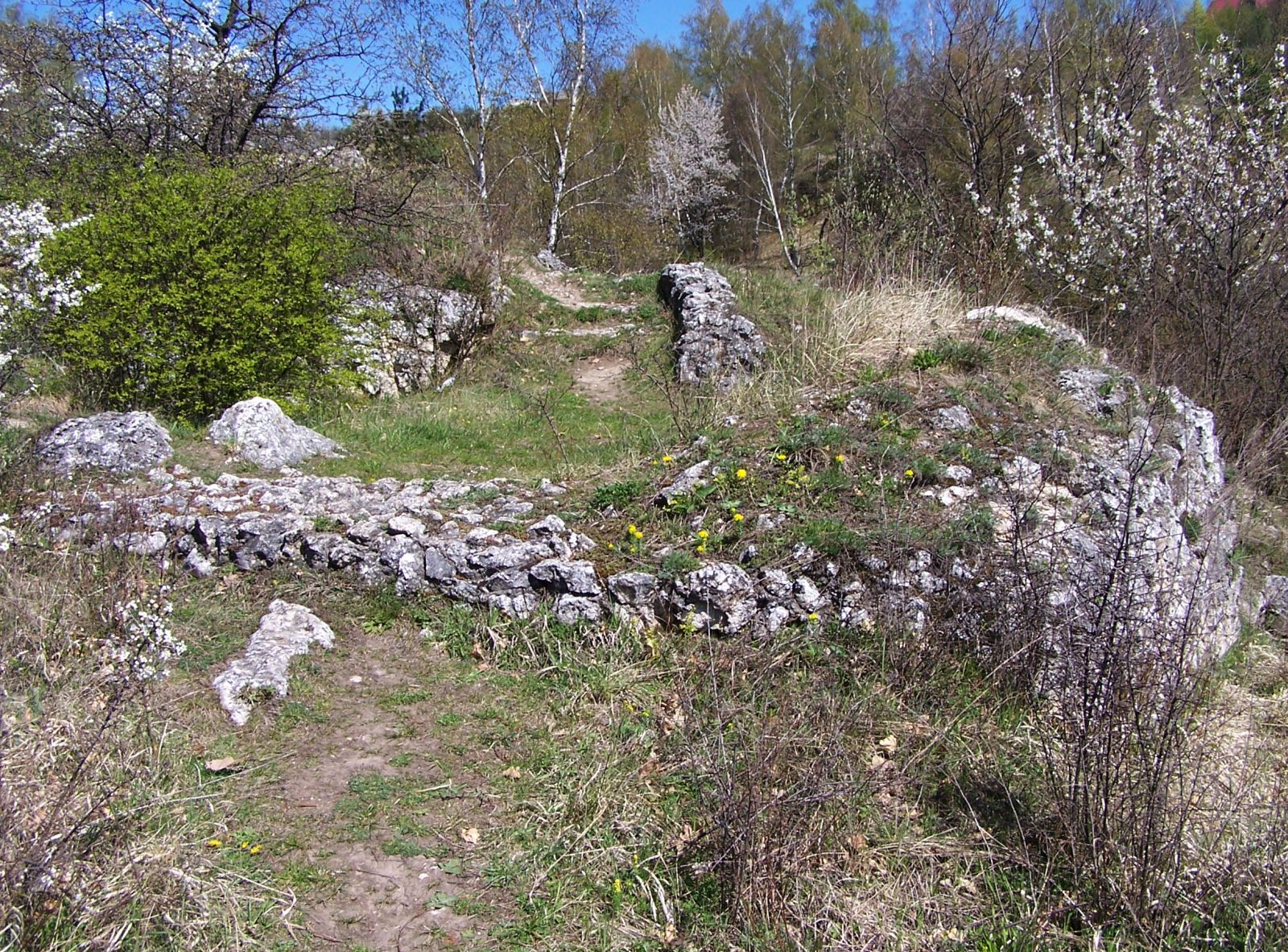
Resztki zamku w 2007 r.

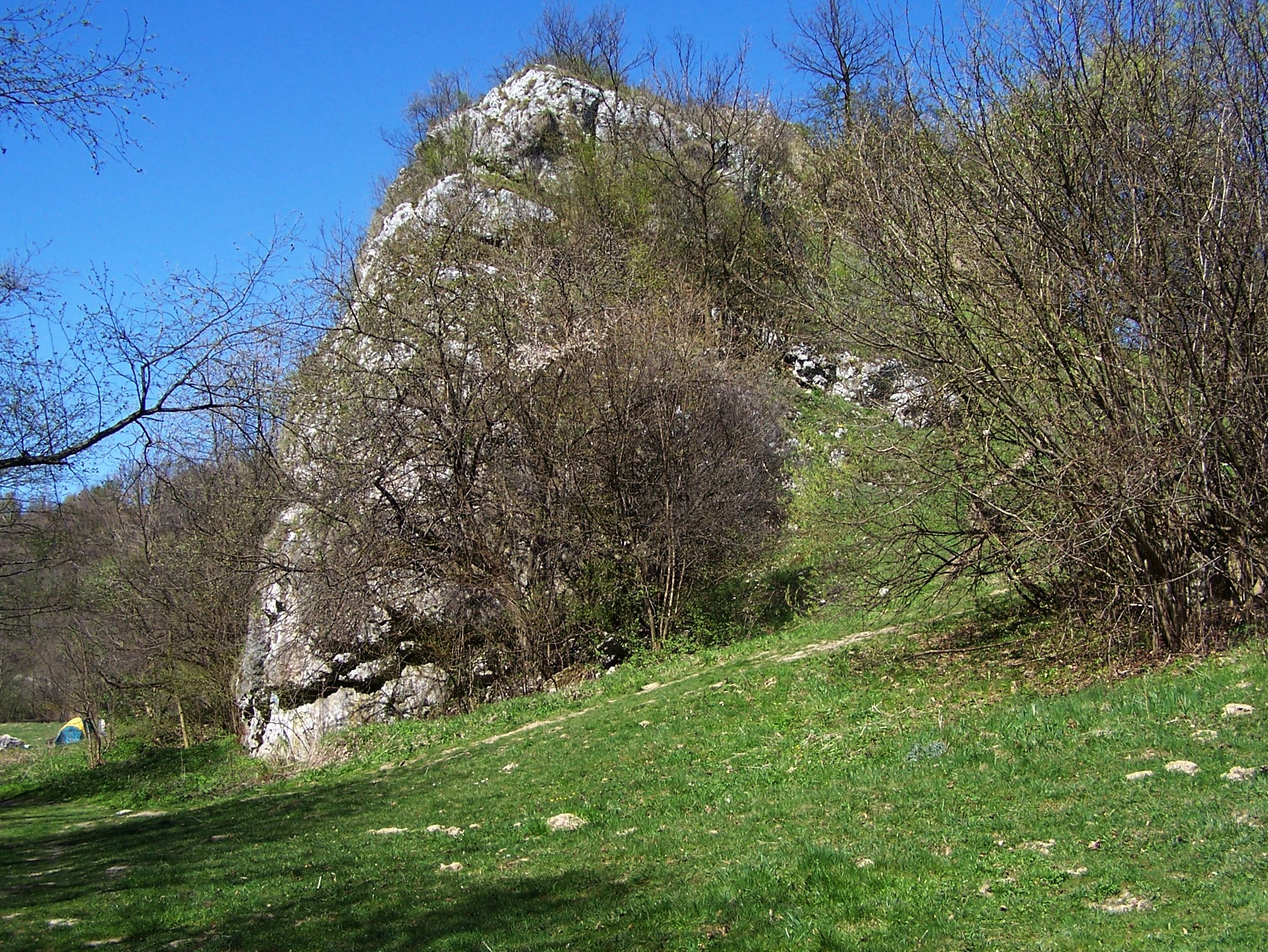
Skała Zamkowa od strony południowej

Zamek w Dolinie Kluczwody – nieistniejący zamek w Dolinie Kluczwody na Wyżynie Olkuskiej będącej częścią Wyżyny Krakowsko-Częstochowskiej. Administracyjnie znajduje się na terenie gminy Wielka Wieś w powiecie krakowskim, w województwie małopolskim.

## Opis
Zamek zbudowany był na szczycie Zamkowej Skały o wysokości 20 m. Skała ta znajduje się po lewej stronie potoku Wierzchówka nad niewielką polanką. Jest bardzo stroma z wszystkich stron, ale można na nią wejść. Na jej szczycie znajdują się resztki murów dawnego zamku. Był to bardzo niewielki obiekt, główne mieszkalne pomieszczenie stanowiła dwu- lub 3-kondygnacyjna wieża obronna (stołp), mająca rozmiar wewnętrzny zaledwie 3,3 × 4 m. Znajdowała się ona w północno-wschodnim narożu skały. Wzdłuż krawędzi skały biegł mur obronny o grubości 1,2–1,3 m. Dodatkowo cała skała otoczona była fosą i ziemnym wałem. Zarówno stołp, jak i mur zbudowane były ze skał wapiennych. W środku znajdowało się jeszcze przylegające do murów obronnych wąskie skrzydło oraz kamienne schody łączące niżej położoną część południową z wyższą częścią północną. Woda musiała być dostarczana z płynącego dnem doliny potoku.

## Historia
Najstarsze znane historyczne zapisy o zamku pochodzą z 1783 r. (dokumentacja na plebanii w tutejszej parafii – ankieta przeprowadzona przez ówczesnego plebana). Najprawdopodobniej zameczek wybudowany został na początku XIV w. przez Jana z Syrokomli, który w latach 1358–1361 był sędzią krakowskim. Mimo wybitnie pięknego i obronnego położenia zamek niedługo służył właścicielom, zaledwie ok. 50 lat. Jego właściciel przeniósł się do nowo wybudowanego, większego Zamku w Korzkwi. Opuszczenie zamku przyspieszyła zapewne katastrofa budowlana – obsunięcie się całej północnej i zachodniej części skały.
Ruiny zamku były wielokrotnie badane przez archeologów, ostatni raz w latach 1993–1994. Wówczas to odsłonięto widoczne dzisiaj fragmenty budowli. Okoliczna ludność często wyłamywała kamienne bloki dla potrzeb budownictwa. Aby temu zapobiec, w 1961 obiekt wpisany został na listę zabytków nieruchomych województwa krakowskiego. W 2001 cały teren wraz ze skałą został sprzedany podczas budzącego wiele kontrowersji przetargu prywatnym osobom. W sprawie tego przetargu wszczęte zostało postępowanie prokuratorskie i mieszkańcy gminy mają nadzieję z powrotem odzyskać zamczysko.